# Mesochorus erythraeus
Mesochorus erythraeus là một loài tò vò trong họ Ichneumonidae.